# Jamie Leach
Pour les articles homonymes, voir Leach.
Jamie Leach (né le 25 août 1969 à Winnipeg dans le Manitoba au Canada) est un ancien joueur professionnel de hockey sur glace. Il évoluait au poste d'ailier droit dans la Ligue nationale de hockey en Amérique du Nord. Il est le fils de l'ancien joueur vedette, Reggie Leach.

## Carrière en club
Il a commencé à jouer au hockey en jouant dans la Ligue de hockey de l'Ouest en 1985 puis la saison suivante il rejoint une autre division de la Ligue canadienne de hockey : la Ligue de hockey de l'Ontario.
Il se présente au repêchage d'entrée dans la LNH 1987 et est choisi par les Penguins de Pittsburgh en troisième ronde (47e choix au total).
Il jouera en Amérique du Nord jusqu'en 1996 où il traverse l'Atlantique pour jouer en Europe et plus précisément en Angleterre - il joue pour le club de Nottingham: les Nottingham Panthers.
Il met fin à sa carrière en 2001 après avoir joué dans la LNH, dans la Ligue américaine de hockey (LAH), dans la Ligue internationale de hockey (LIH) et dans l'ECHL (ECHL).
En 1991 et 1992, il joue pour les Penguins de Pittsburgh qui remportent la Coupe Stanley.

## Statistiques
| Saison     | Équipe                          | Ligue      |    | Saison régulière | Saison régulière | Saison régulière | Saison régulière | Saison régulière |   | Séries éliminatoires | Séries éliminatoires | Séries éliminatoires | Séries éliminatoires | Séries éliminatoires |
| Saison     | Équipe                          | Ligue      | PJ | B                | A                | Pts              | Pun              | PJ               | B | A                    | Pts                  | Pun                  |                      |                      |
| 1985-1986  | Bruins de New Westminster       | LHOu       | 58 | 8                | 7                | 15               | 20               |                  |   |                      |                      |                      |                      |                      |
| 1986-1987  | Steelhawks de Hamilton          | LHO        | 64 | 12               | 19               | 31               | 67               | 9                | 1 | 1                    | 2                    | 4                    |                      |                      |
| 1987-1988  | Steelhawks de Hamilton          | LHO        | 64 | 24               | 19               | 43               | 79               | 14               | 6 | 7                    | 13                   | 12                   |                      |                      |
| 1988-1989  | Thunder de Niagara Falls        | LHO        | 58 | 45               | 62               | 107              | 47               | 17               | 9 | 11                   | 20                   | 25                   |                      |                      |
| 1989-1990  | Lumberjacks de Muskegon         | LIH        | 72 | 22               | 36               | 58               | 39               | 15               | 9 | 4                    | 13                   | 14                   |                      |                      |
| 1989-1990  | Penguins de Pittsburgh          | LNH        | 10 | 0                | 3                | 3                | 0                |                  |   |                      |                      |                      |                      |                      |
| 1990-1991  | Lumberjacks de Muskegon         | LIH        | 43 | 33               | 22               | 55               | 26               |                  |   |                      |                      |                      |                      |                      |
| 1990-1991  | Penguins de Pittsburgh          | LNH        | 7  | 2                | 0                | 2                | 0                |                  |   |                      |                      |                      |                      |                      |
| 1991-1992  | Lumberjacks de Muskegon         | LIH        | 3  | 1                | 1                | 2                | 2                |                  |   |                      |                      |                      |                      |                      |
| 1991-1992  | Penguins de Pittsburgh          | LNH        | 38 | 5                | 4                | 9                | 8                |                  |   |                      |                      |                      |                      |                      |
| 1992-1993  | Lumberjacks de Cleveland        | LIH        | 9  | 5                | 3                | 8                | 2                | 4                | 1 | 2                    | 3                    | 0                    |                      |                      |
| 1992-1993  | Indians de Springfield          | LAH        | 29 | 13               | 15               | 28               | 33               |                  |   |                      |                      |                      |                      |                      |
| 1992-1993  | Penguins de Pittsburgh          | LNH        | 5  | 0                | 0                | 0                | 2                |                  |   |                      |                      |                      |                      |                      |
| 1992-1993  | Whalers de Hartford             | LNH        | 19 | 3                | 2                | 5                | 2                |                  |   |                      |                      |                      |                      |                      |
| 1993-1994  | Cyclones de Cincinnati          | LIH        | 74 | 15               | 19               | 34               | 64               | 11               | 1 | 0                    | 1                    | 4                    |                      |                      |
| 1993-1994  | Panthers de la Floride          | LNH        | 2  | 1                | 0                | 1                | 0                |                  |   |                      |                      |                      |                      |                      |
| 1994-1995  | Équipe du Canada                | Intl       | 41 | 12               | 26               | 38               | 26               |                  |   |                      |                      |                      |                      |                      |
| 1994-1995  | Cyclones de Cincinnati          | LIH        | 11 | 0                | 2                | 2                | 9                |                  |   |                      |                      |                      |                      |                      |
| 1994-1995  | Gulls de San Diego              | LIH        |    |                  |                  |                  |                  | 4                | 0 | 0                    | 0                    | 0                    |                      |                      |
| 1995-1996  | Stingrays de la Caroline du Sud | ECHL       | 5  | 6                | 1                | 7                | 4                |                  |   |                      |                      |                      |                      |                      |
| 1995-1996  | Americans de Rochester          | LAH        | 47 | 12               | 14               | 26               | 52               | 2                | 0 | 0                    | 0                    | 0                    |                      |                      |
| 1996-1997  | Sheffield Steelers              | EIHL       | 36 | 17               | 20               | 37               | 26               |                  |   |                      |                      |                      |                      |                      |
| 1997-1998  | Nottingham Panthers             | Angl.      | 39 | 20               | 25               | 45               | 36               |                  |   |                      |                      |                      |                      |                      |
| 1998-1999  | Nottingham Panthers             | Angl.      | 32 | 16               | 13               | 29               | 14               |                  |   |                      |                      |                      |                      |                      |
| 1999-2000  | Nottingham Panthers             | Angl.      | 42 | 17               | 29               | 46               | 18               | 6                | 2 | 3                    | 5                    | 12                   |                      |                      |
| 2000-2001  | Nottingham Panthers             | Angl.      | 46 | 16               | 10               | 26               | 16               | 6                | 1 | 3                    | 4                    | 2                    |                      |                      |
| Totaux LNH | Totaux LNH                      | Totaux LNH | 81 | 11               | 9                | 20               | 12               |                  |   |                      |                      |                      |                      |                      |

## Carrière d'entraîneur
En 2005-06, il est entraîneur des Kings de Powell River de la British Columbia Hockey League.